# Château de Borgagne
Le château de Borgagne, appelé aussi château Petraroli, du nom de la famille qui l'a construit, est  situé dans le village de Borgagne, une frazione de la commune de Melendugno, province de Lecce dans les Pouilles,.
À l'origine, il se trouvait à la limite de la petite ville, vers l'est, dans le but de remplir plus efficacement sa fonction défensive contre les dangers venant de la mer.

## Historique
L'ensemble présente un plan rectangulaire qui, à l'angle nord-est, intègre partiellement une tour construite en 1498 ; l'année est obtenue à partir de l'inscription qui, murée avec les armoiries de Petraroli sur le côté ouest de la tour, se lit comme suit : « BELLISARI(us) DE PETRAROLIS / BURGANEI DO(minus) FEDERICO / REGI FIDUS IN PRI(n) CIPIUM / ARCI(s) ET TUTELAM / INCOLARUM POSUIT / TURRIUM 1498 ». L'inscription suggère que, lorsque la tour fut construite pour défendre la ville, elle était dépourvue de tout dispositif défensif ; les travaux de fortification entrepris par Petraroli ne se sont pas limités à la construction de la seule tour qui, entre autres choses, ne pouvait pas assurer une défense efficace et servait, tout au plus, à pouvoir mener une action d'observation préventive. En 1531, constatée par le commissaire royal chargé de procéder à l'évaluation des biens féodaux de Petraroli fut dépouillé pour avoir participé à la conspiration anti-espagnole ourdie par le baronnage napolitain en 1527/1528. Les Petraroli réussirent par la suite à regagner les bonnes grâces des souverains et à être réintégrés en possession des fiefs perdus ; en 1601, le fief de Borgagne qui comprenait les deux fiefs de Pasulo et San Salvatore, ce dernier inhabité, fut vendu par Lucrezia Petraroli à Vincenzo Maria Zimara de Lecce avec tous les biens féodaux, y compris le château. Quinze ans plus tard, le fief de Borgagne est vendu par les Zimara au Génois Giovan Battista Spinola.

## Description
Le château a un plan carré avec une cour centrale et a subi des interventions et des agrandissements, y compris récents, en relation avec son utilisation actuelle de résidence privée. Il était auparavant pourvu de mâchicoulis, de meurtrières et de douves, avant que divers travaux de rénovation ne modifient irrémédiablement certaines parties de l'édifice. 